# Epiplema excoria
Epiplema excoria är en fjärilsart som beskrevs av W. Warren 1906. Epiplema excoria ingår i släktet Epiplema och familjen Uraniidae. Inga underarter finns listade i Catalogue of Life.